# Ioannis Metaxas
Ioannis Metaxas (græsk: Ιωάννης Μεταξάς) (12. april 1871 på Ithaka – 29. januar 1941 i Athen) var en græsk general, der blev udpeget til Grækenlands statsminister af kong Georg 2. i 1936. Landet var under hans ledelse et nationalkonservativt diktatur, og skønt Metaxas aldrig vandt et valg, nød han parlamentets tillid. Han var landets statsminister til sin død i 1941.
Metaxas var uddannet ved det preussiske militærakademi i Berlin og begyndte sin militære karriere som officer i den græsk-tyrkiske krig i 1897. Han deltog derefter i arbejdet med at modernisere Grækenlands militær forud for Balkankrigen 1912-1913, hvorunder han udmærkede sig og i 1916 derfor blev udnævnt til general. 
Som statsminister lancerede han idéen om den tredje hellenske civilisation (efter Antikkens Grækenland og Det Byzantinske Rige). Inspirationen til regimet fik han fra andre autoritære ledere i Europa, særligt Benito Mussolini. Politiske partier blev forbudt, kommunister anholdt, strejker forbudt og censur i pressen udbredt. Han forbedrede dog også vilkårene for arbejderne, bl.a. ved etableringen af 8 timers-arbejdsdagen og etableringen af den græske socialforsikring. Planen var at etablere en fascistisk etpartistat efter italiensk model. Selv om han ideologisk var inspireret af Mussolinis fascisme, støttede han Storbritannien under 2. verdenskrig mod aksemagterne. 
28. oktober 1940 afviste han at lade Mussolini etablere strategiske udposter i Grækenland. Det førte til at Italien invaderede landet fra Albanien, hvormed den græsk-italienske krig var en realitet. Den 28. oktober er den dag i dag national helligdag og flagdag. Krigen varede kun et år, da det takket været et velorganiseret og fantasifuldt græsk militær lykkedes at tvinge italierne tilbage til Albanien. 
Metaxas' død var omgærdet af en vis mystik. Officielt døde han af sygdom, men det rygtedes i samtiden at han skulle være blevet forgiftet af briterne. 